# Profesionalen Futbolen Klub Lokomotiv Plovdiv 2013-2014

## Rosa
| N. |                     | Ruolo | Calciatore         |
| -- | ------------------- | ----- | ------------------ |
|    | Bulgaria (bandiera) | P     | Kiril Akalski      |
|    | Bulgaria (bandiera) | P     | Yordan Gospodinov  |
|    | Bulgaria (bandiera) | P     | Aleksandar Vitanov |
|    | Bulgaria (bandiera) | D     | Atanas Atanasov    |
|    | Bulgaria (bandiera) | D     | Ivaylo Avramov     |
|    | Bulgaria (bandiera) | D     | Asen Georgiev      |
|    | Bulgaria (bandiera) | D     | Valeri Georgiev    |
|    | Bulgaria (bandiera) | D     | Angel Grănčov      |
|    | Bulgaria (bandiera) | D     | Kostadin Markov    |
|    | Bulgaria (bandiera) | D     | Hristo Stamov      |
|    | Bulgaria (bandiera) | D     | Jordan Todorov     |
|    | Bulgaria (bandiera) | D     | Tihomir Trifonov   |
|    | Bulgaria (bandiera) | D     | Aleksandăr Tunčev  |
|    | Bulgaria (bandiera) | D     | Atanas Vasev       |
|    | Bulgaria (bandiera) | D     | Yordan Vlashki     |
|    | Bulgaria (bandiera) | D     | Angel Yoshev       |
|    | Tunisia (bandiera)  | C     | Tijani Belaid      |
|    | Bulgaria (bandiera) | C     | Aleksandar Dakov   |
|    | Bulgaria (bandiera) | C     | Diego Ferraresso   |
|    | Bulgaria (bandiera) | C     | Ivaylo Dimitrov    |

| N. |                     | Ruolo | Calciatore         |
| -- | ------------------- | ----- | ------------------ |
|    | Brasile (bandiera)  | C     | Flávio Paulino     |
|    | Bulgaria (bandiera) | C     | Stoyan Grigorov    |
|    | Grecia (bandiera)   | C     | Stelios Īliadīs    |
|    | Bulgaria (bandiera) | C     | Martin Kamburov    |
|    | Bulgaria (bandiera) | C     | Dani Kiki          |
|    | Bulgaria (bandiera) | C     | Georgi Korudzhiev  |
|    | Bulgaria (bandiera) | C     | Stanislav Malamov  |
|    | Francia (bandiera)  | C     | Alassane N'Diaye   |
|    | Tunisia (bandiera)  | C     | Hamed Namouchi     |
|    | Bulgaria (bandiera) | C     | Vasil Santov       |
|    | Bulgaria (bandiera) | C     | Aleksandar Yakimov |
|    | Bulgaria (bandiera) | C     | Zapryan Zapryanov  |
|    | Bulgaria (bandiera) | A     | Spas Delev         |
|    | Francia (bandiera)  | A     | Chris Gadi         |
|    | Bulgaria (bandiera) | A     | Zdravko Lazarov    |
|    | Francia (bandiera)  | A     | Joseph Mendes      |
|    | Bulgaria (bandiera) | A     | Nikolay Nikolov    |
|    | Bulgaria (bandiera) | A     | Lubomir Tsekov     |
|    | Bulgaria (bandiera) | A     | Aykut Yanakov      |
|    | Bulgaria (bandiera) | A     | Stanko Yovchev     |